# Turecká vojenská akademie
Turecká vojenská akademie (turecky Kara Harp Okulu) byla založena v Istanbulu v roce 1834. Od roku 1936 sídlí v Ankaře.

## Historie
Akademie byla založena v roce 1834 maršály Ahmedem Fevzi Pachou a Mehmedem Pachou Namıkem. První důstojníci absolvovali v roce 1841. Její vznik byl součástí modernizace Osmanské říše.
Modernizaci armády začal sultán Mahmut II. a pokračoval v ní jeho syn Abdülmecid I. Janičáři, tradiční vůdci osmanské armády, byli propuštěni. Po 1. světové válce a po turecké válce za nezávislost se akademie dočasně přestěhovala do Ankary. První absolventi z akademie v listopadu v roce 1920 už sloužili nové Turecké republice. Po smlouvě v Lausanne (1923) byla akademie opět převedena do Istanbulu. 25. září 1936 se natrvalo usídlila v nové budově v Ankaře.

## Absolventi
- Mustafa Kemal Atatürk
- İlker Başbuğ
- Yaşar Büyükanıt
- Kenan Evren
- Cemal Gürsel
- Aziz Nesin
- Hilmi Özkök
- Alparslan Türkeş
- Tahsin Yazıcı